# 伸展瓦娄蜗牛
伸展瓦娄蜗牛（学名：Vallonia patens）为瓦娄蜗牛科瓦娄蜗牛属的动物。分布于俄罗斯以及中国大陆的河北、北京、新疆等地，生活环境为陆地，常栖息于高山区潮湿多腐殖质的草丛中以及落叶石块下。